# Ewald Osers
Ewald Osers (13. května 1917 Praha – 10. října 2011 Reading) byl básník a překladatel do angličtiny a němčiny především ze slovanských jazyků.

## Život
Absolvoval Německé státní reálné gymnázium v Praze. Následně se rozhodl pro studium chemie, kterou studoval na pražské Německé univerzitě. Posléze pro svůj židovský původ utekl před nacismem do Británie, kde se posléze usadil natrvalo, oženil se a založil rodinu.

## Tvorba
V letech 1937–1938 publikoval v pražských německých novinách Prager Presse a již v sedmnácti letech v listu Prager Tagblatt.
Poezii překládal do němčiny také pod pseudonymem Walter Hart. Jeho překlady českých básníků např. Františka Halase, Josefa Hory, Vítězslava Nezvala, Jaroslava Seiferta ad. do angličtiny výrazně zpřístupnily jejich tvorbu pro anglickojazyčné čtenáře. Za života přeložil více než 50 básnických sbírek a dalších 100 knih. Překládal z češtiny, slovenštiny, němčiny, makedonštiny, ruštiny, bulharštiny.

## Ocenění
- Za svou práci byl oceněn čestným doktorátem Univerzity Palackého v Olomouci v roce 1990.
- V roce 1997 obdržel Medaili Za zásluhy II. stupně od prezidenta Václava Havla